# Vaginalkarzinom
Ein Vaginalkarzinom, auch als Scheidenkrebs, Vaginakrebs, Vaginakarzinom, Scheidenkarzinom oder Vaginalkrebs bezeichnet, ist eine relativ seltene bösartige Tumorerkrankung der Vagina des Menschen und anderer Säugetiere.
Abhängig von der entarteten Zellart kann man bei Vaginalkarzinomen zwischen verschiedenen Krebsarten unterscheiden. Über 90 % aller Vaginalkarzinome haben ihren Ursprung in Veränderungen der obersten Schleimhautschicht. Es handelt sich dabei um sogenannte Plattenepithelkarzinome (englisch: squamous cell carcinoma, abgekürzt: SCC). Die restlichen knapp 10 % sind Adenokarzinome (Krebs des Drüsengewebes) und Melanome (schwarzer Hautkrebs). Je etwa die Hälfte der Karzinome befindet sich im oberen Scheidendrittel beziehungsweise an der Scheidenhinterwand.
Abhängig von Stadium und Ausbreitungsgrad des Tumors erfolgt die Therapie meist operativ oder durch Bestrahlung. Erfolgt die Diagnose und anschließende Therapie frühzeitig, so sind die Prognosen des Vaginalkarzinoms gut und eine vollständige Heilung ist möglich.

## Ätiologie

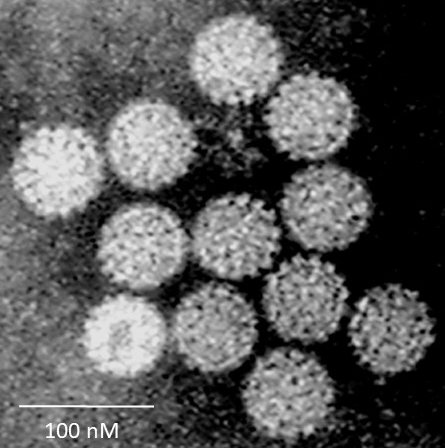
Humane Papillomviren im Elektronenmikroskop (TEM)

Die Strukturformel von Diethylstilbestrol

Wie bei vielen anderen Krebserkrankungen auch sind die Ursachen für Vaginalkarzinome noch weitgehend ungeklärt und vielfältiger Natur. Allerdings sind verschiedene Risikofaktoren mittlerweile bekannt:
- Infektionen mit dem Humanen Papillomviren (HPV) vom Typ 16 und 18.[6][7][8] Diese Viren sind die häufigsten bekannten Erreger von sexuell übertragbaren Krankheiten. Sie führen zu warzenähnlichen Veränderungen der Scheide.[4]
- Diethylstilbestrol (DES) ist ein künstliches Östrogen, das als Medikament 1971 vom Markt genommen wurde. Es wurde schwangeren Frauen zur Verhinderung eines Abortes verabreicht. Bedingt durch eine lange Latenzzeit treten Karzinome erst im fortgeschrittenen Alter[4] oder bei Mädchen, deren Mütter während der Schwangerschaft mit DES behandelt wurden, auf. Bei DES-bedingten Karzinomen handelt es sich um Adenokarzinome.[9]
- Auch Pessare stehen im Verdacht unter bestimmten Umständen an der Entwicklung eines Vaginalkarzinomes beteiligt zu sein.[10][11]

## Epidemiologie
Vaginalkarzinome sind relativ seltene Krebserkrankungen. Circa 1 bis 2 % aller bösartigen Tumoren der weiblichen Geschlechtsorgane sind statistisch gesehen Vaginalkarzinome. Weltweit erkranken durchschnittlich circa 0,4 von 100.000 Frauen pro Jahr an einen Vaginalkarzinom. Meist sind dabei Frauen über 60 von einer Neuerkrankung betroffen.

## Symptome
Die Symptome eines Vaginalkrebses treten erst in einem fortgeschrittenen Stadium auf. Scheidenblutungen, die meist nach Sexualkontakt auftreten, sind meist die ersten Auffälligkeiten. Ein verstärkter, manchmal auch blutiger Ausfluss ist ein weiteres häufiges Symptom. Wenn der Tumor sich auf umliegendes Gewebe oder andere Organe ausgebreitet hat, können Unterleibsschmerzen oder funktionelle Organstörungen, beispielsweise der Harnblase oder des Darms, auftreten.

## Diagnose
Die Diagnose eines Vaginalkarzinoms wird meist als Zufallsbefund bei einer gynäkologischen Vorsorgeuntersuchung gestellt. Falls bei den routinemäßig entnommenen Zellabstrichen (vgl. Pap-Test) Auffälligkeiten festgestellt werden, folgt meist eine Kolposkopie (Lupenvergrößerungsuntersuchung des Inneren der Vagina). Zusätzlich wird dann in der Regel eine Biopsie (die Entnahme einer kleinen Gewebeprobe) durchgeführt.
Zur Beurteilung des Tumorstadiums, das heißt im Wesentlichen die Ausbreitung des Tumors, werden verschiedene bildgebende Verfahren verwendet:
- Sonografie (Ultraschall) der Scheide, meist mit einer Vaginalsonde
- Urethrozystoskopie (Spiegelung der Harnwege)
- Rektoskopie (Spiegelung des Enddarms)

In Ausnahmefällen erfolgt auch eine Computertomographie (CT) und Magnetresonanztomographie (MRT) des gesamten Bauchraumes.

## Stadieneinteilung nach FIGO
Die Stadieneinteilung (engl. Staging) beschreibt, wie weit ein bösartiger Tumor fortgeschritten ist. Danach richtet sich dann in der Regel die Therapie. Für das Vaginalkarzinom wurden von der FIGO (Internationale Vereinigung für Gynäkologie und Geburtshilfe) folgende Stadien definiert:
- Stadium 0: Carcinoma in situ
- Stadium I: Die Ausdehnung beschränkt sich auf die Vaginalwand.
- Stadium II: Ausdehnung auf das subvaginale Gewebe, die Beckenwand ist jedoch nicht betroffen.
- Stadium III: Das Karzinom erreicht die Beckenwand.
- Stadium IV A: Das Karzinom hat die Schleimhaut der Harnblase oder des Rektums (Mastdarm) befallen oder das kleine Becken überschritten.
- Stadium IV B: Ausbreitung auf entfernte Organe (Fernmetastasen)

## Therapie
Für die Therapie eines Vaginalkarzinoms werden im Wesentlichen Operation und Strahlentherapie („Stahl und Strahl“) eingesetzt. Die Anwendung des jeweiligen Verfahrens ist allerdings stark abhängig vom Stadium und der Ausbreitung der Erkrankung.

### Operation
Frühzeitig diagnostizierte, kleine Vaginalkarzinome können mittels chirurgischem Eingriff organerhaltend entfernt werden. Bei ausgedehnten Karzinomen ist es oft erforderlich, dass die Scheide vollständig entfernt werden muss. Häufig müssen auch Teile der Blase und des Darmes herausoperiert werden.

### Strahlentherapie
Bei der Bestrahlung sind prinzipiell zwei Wege möglich:
- Die Brachytherapie, bei der eine kleine Strahlenquelle in unmittelbarer Nähe des Tumors appliziert wird.[15]
- Die Teletherapie, das heißt Bestrahlung mit einer Strahlenquelle von außen.

Bei der Brachytherapie kann die Bestrahlung entweder von innen (Afterloading Technik) oder von außen durch die Haut (perkutan) erfolgen.

### Chemotherapie
Eine chemotherapeutische Behandlung wird in den meisten Fällen nur dann angewendet, wenn sich Metastasen, das heißt Tochtergeschwulste, in anderen Organen ausgebildet haben.

## Krankheitsverlauf
Bei einer Nichtbehandlung der Erkrankung besteht immer die Gefahr, dass die Tumoren in umliegendes Gewebe und Nachbarorgane einwachsen (infiltrieren). Betroffen hiervon sind vor allem der Gebärmutterhals (Zervix), die äußeren Geschlechtsorgane (Vulva), die Harnblase und der Enddarm (Rektum).
Über das Lymphsystem können sich Vaginalkarzinome im gesamten Körper ausbreiten und dann Lymphknotenmetastasen im Beckenbereich bilden. Seltener ist die Metastasierung in Leber, Lunge und Knochen. Große Tumoren können im Beckenraum zu Abflussbehinderungen des Urins führen, da der Harnleiter durch den Platzbedarf des Tumors blockiert werden kann. Im Falle einer Nierenstauung, sind lebensbedrohliche Nierenschäden möglich.